# Prywitów
Prywitów (ukr. Привітів) – wieś na Ukrainie w rejonie lubarskim obwodu żytomierskiego.
Prywatna wieś szlachecka Przywitów, położona w województwie kijowskim, w 1739 roku wraz z folwarkiem należała do klucza Czartoryja Lubomirskich. 